# 昆西盖特
昆西盖特，是匈牙利杰尔-莫雄-肖普朗州所辖的一个村。总面积17.88平方公里，总人口1225，人口密度68.5人/平方公里（2011年1月1日）。